# 沙罗克
沙罗克，是匈牙利巴兰尼亚州所辖的一个村。总面积4.62平方公里，总人口122，人口密度26.4人/平方公里（2011年1月1日）。